# Comuna de Chodel
Chodel (polaco: Gmina Chodel) é uma gminy (comuna) na Polónia, na voivodia de Lublin e no condado de Opolski. A sede do condado é a cidade de Chodel.
De acordo com os censos de 2004, a comuna tem 6782 habitantes, com uma densidade 62,7 hab/km².

## Área
Estende-se por uma área de 108,21 km², incluindo:
- área agrícola: 80%
- área florestal: 15%

## Demografia
Dados de 30 de Junho 2004:
|                      | Total   | Total | Mulheres | Mulheres | Homens  | Homens |
| -------------------- | ------- | ----- | -------- | -------- | ------- | ------ |
|                      | pessoas | %     | pessoas  | %        | pessoas | %      |
| População            | 6782    | 100   | 3374     | 49,7     | 3408    | 50,3   |
| Densidade (pop./km²) | 62,7    | 100   | 31,2     | 31,2     | 31,5    | 31,5   |

De acordo com dados de 2002, o rendimento médio per capita ascendia a 1314,41 zł.

## Comunas vizinhas
- Bełżyce, Borzechów, Opole Lubelskie, Poniatowa, Urzędów